# Peter Niklas von Gedda
Peter Niklas von Gedda, född 11 juli 1737, död 28 augusti 1814 i Stockholm, var en svensk friherre, kemist mekaniker och etsare.

## Biografi
Peter Niklas von Gedda var son till Niklas Peter von Gedda och friherrinnan Hedvig Charlotta von Düben, dotter till Gustaf von Düben d.y. och vars mor var av samma släkt som ätten Törnstierna och Bureättling. 
Gedda ingick 1755 på ämbetsmannabanan som kanslist i Kammarrevisionen och befordrades efterhand till aktuarie 1763, notarie 1764, sekreterare 1774, assessor 1775 och till kammarrevisionsråd 1778. Gedda studerade teckning för Jacob Gillberg och bland hans bevarade verk finns konturetsningen Le bon guide utförd 1763. 
Han hade av sin fars vetenskapliga intressen och ansågs för en av sin tids bästa kemister och mekanici. Han publicerade några av sina rön i "Vetenskapsakademiens Handlingar"  samt även en avhandling: Mémoire sur une nouvelle méthode de construire des hygromètres etc. (1784). Han var ledamot av Vetenskapsakademien (1786) och flera andra lärda samfund. De sista åren av sin levnad var han blind och dog i stort armod.
von Gedda var gift med dottern till en major, Maria Charlotta Möller, som övergav honom och flyttade till Ryssland. Innan dess hade de fått sex barn som stannade i Sverige varav Per Otto von Gedda blev kanslist vid generallanttullkansliet. 
.